# Heterodactylus
Heterodactylus – rodzaj jaszczurek z rodziny okularkowatych (Gymnophthalmidae).

## Zasięg występowania
Rodzaj obejmuje gatunki występujące endemicznie w Brazylii.

## Systematyka

### Etymologia
- Heterodactylus: gr. ἑτερος heteros „różny, inny”[5]; δακτυλος daktulos „palec”[6].
- Chirocolus: gr. χειρ kheir, χειρος kheiros „dłoń”[7]; κολος kolos „obcięty, nadłamany”[8]. Gatunek typowy: Heterodactylus imbricatus von Spix, 1825.

### Podział systematyczny
Do rodzaju należą następujące gatunki: 
- Heterodactylus imbricatus Spix, 1825
- Heterodactylus lundii Reinhardt & Lütken, 1862
- Heterodactylus septentrionalis Rodrigues, de Freitas & Silva, 2009